# Episodi di Chicago Fire (nona stagione)
La nona stagione della serie televisiva Chicago Fire, composta da 16 episodi a causa dell'emergenza dovuta alla pandemia di COVID-19 diffusasi anche a Chicago, dove è ambientata la serie, è stata trasmessa in prima visione negli Stati Uniti d'America su NBC dall'11 novembre 2020 al 26 maggio 2021.
In Italia i primi nove episodi sono andati in onda su Premium Action dal 25 febbraio al 22 aprile 2021, mentre i restanti sette sono stati trasmessi dal 12 ottobre al 9 novembre 2021 su Sky Serie. In chiaro è stata trasmessa su Italia 1 dall'8 giugno al 13 luglio 2022.
| nº | Titolo originale            | Titolo italiano            | Prima TV USA     | Prima TV Italia  |
| -- | --------------------------- | -------------------------- | ---------------- | ---------------- |
| 1  | Rattle Second City          | Battesimo di fuoco         | 11 novembre 2020 | 25 febbraio 2021 |
| 2  | That Kind of Heat           | Sotto pressione            | 18 novembre 2020 | 4 marzo 2021     |
| 3  | Smash Therapy               | Terapia d'urto             | 13 gennaio 2021  | 11 marzo 2021    |
| 4  | Funny What Things Remind Us | Scherzi della memoria      | 27 gennaio 2021  | 18 marzo 2021    |
| 5  | My Lucky Day                | Il mio giorno fortunato    | 3 febbraio 2021  | 25 marzo 2021    |
| 6  | Blow This Up Somehow        | Rovini sempre tutto        | 10 febbraio 2021 | 1º aprile 2021   |
| 7  | Dead of Winter              | Nel bel mezzo dell'inverno | 17 febbraio 2021 | 8 aprile 2021    |
| 8  | Escape Route                | Via di fuga                | 10 marzo 2021    | 15 aprile 2021   |
| 9  | Double Red                  | Codice rosso               | 17 marzo 2021    | 22 aprile 2021   |
| 10 | One Crazy Shift             | Un turno folle             | 31 marzo 2021    | 12 ottobre 2021  |
| 11 | A Couple Hundred Degrees    | Decisioni difficili        | 7 aprile 2021    | 17 ottobre 2021  |
| 12 | Natural Born Firefighter    | Un pompiere nato           | 21 aprile 2021   | 19 ottobre 2021  |
| 13 | Don't Hang Up               | Non riagganciare           | 5 maggio 2021    | 24 ottobre 2021  |
| 14 | What Comes Next             | L'attesa                   | 12 maggio 2021   | 26 ottobre 2021  |
| 15 | A White-Knuckle Panic       | Un panico da brividi       | 19 maggio 2021   | 2 novembre 2021  |
| 16 | No Survivors                | Nessun sopravvissuto       | 26 maggio 2021   | 9 novembre 2021  |

## Battesimo di fuoco
- Titolo originale: Rattle Second City
- Diretto da: Reza Tabrizi e Constantine Makris (non accreditato)
- Scritto da: Derek Haas e Michael S. Chernuchin (non accreditato)

### Trama
La stazione Cinquantuno viene messa in allarme dalla pandemia di COVID-19 diffusasi a Chicago. A sostituire Emily Foster sull'ambulanza 61 arriva il nuovo paramedico Gianna Mackey, tra l'altro amica d'infanzia di Cruz. La prima chiamata vede Sylvie e Gianna soccorrere un tossicodipendente in stato di incoscienza, ma nel farlo arriva il fratello del malato che punta una pistola alla testa dei due paramedici e le minaccia dicendo che se non salvano il fratello le ucciderà. Brett e Mackey portano al Chicago Med il ragazzo, dove poco dopo morirà. Le due, dopo avere consultato Boden, Casey e l'agente Kim Burgess, decidono di restare in servizio. La seconda chiamata vede coinvolta tutta la 51: uno studio fotografico ha preso fuoco e le squadre devono evacuare l'intero edificio. Nell'operazione Severide rimane bloccato da uno scaffale cadutogli sopra, ma Kidd, con grande determinazione riesce a salvarlo. Boden, dopo avere notato l'eroismo di Stella, le propone di fare il test per diventare tenente; lei accetta, sostenuta anche da Kelly. Nel frattempo Casey decide di passare la notte da Brett impaurita dal ragazzo che l'aveva minacciata, mentre Gallo prova a fare ambientare Mackey nella famiglia della 51 sotto sorveglianza di Cruz, che pensa che il ragazzo voglia provarci con la sua amica. La 61 viene chiamata una terza volta; una volta uscite Sylvie e Gianna si rendono conto di essere seguite da un'altra auto, guidata dal fratello, armato di pistola, del tossicodipendente morto precedentemente. Nell'inseguimento Brett perde il controllo dell'ambulanza e le due vetture finiscono fuori strada cadendo da un ponte.

## Sotto pressione
- Titolo originale: That Kind of Heat
- Diretto da: Reza Tabrizi
- Scritto da: Andrea Newman, Michael Gilway e Michael S. Chernuchin (non accreditato)

### Trama
L'ambulanza è distrutta, ma Brett e Mackey sono sopravvissute all'incidente, mentre Casey, dopo essere sceso dal camion 81 ancora in corsa, si precipita sul posto per aiutare le due ragazze e con l'aiuto della squadra salvano la vita del responsabile, con grande stupore da parte di Gianna. In caserma Ritter e Gallo decidono di aiutare Boden, che è rimasto senza segretaria da quasi un anno, a smaltire un po' di scartoffie, ma si ritrovano presto sommersi da lavori burocratici anche dai loro compagni. Nel frattempo Kidd, su suggerimento di Boden, rintraccia Kylie, componente del gruppo "ragazze contro il fuoco", e offre alla ragazza un lavoro part-time nella caserma come segretaria. Gianna confida a Cruz che non è sicura che sia fatta per lavorare nella 51 dopo l'incidente con l'ambulanza, ma lui la tranquillizza e le fa cambiare idea. Severide intanto, con l'aiuto di Gallo, scopre in quale autorimessa è stata mandata la 61 per essere demolita; si reca sul posto e recupera un pezzo dell'ambulanza da mettere in quella nuova. Si tratta della portiera su cui è impresso il nome di Leslie Shay, ex compagna e collega alla 51 (morta durante la seconda stagione), che Kelly non voleva venisse dimenticato. Durante un'uscita per rifornire l'autopompa Ritter si rende protagonista di un eccezionale salvataggio all'ultimo minuto di una donna svenuta sui binari di una banchina: il ragazzo scende sui binari e riesce a consegnare a Herrmann la donna e a risalire sulla banchina appena prima che il treno lo investa.

## Terapia d'urto
- Titolo originale: Smash Therapy
- Diretto da:
- Scritto da:

### Trama
Le squadre vengono subito chiamate per un incendio in un'autofficina d'auto: Severide e Cruz entrano alla ricerca di chi è intrappolato dentro e salvano un uomo, mentre Casey e Gallo usano la scala del camion posizionata da Mouch per salvare delle persone intrappolate sul tetto. Mouch sembra perdere il controllo dei comandi della scala, facendo perdere l'equilibrio a Matt, che resta appeso a mezz'aria. Gallo riesce a salvarlo e i due portano a termine il salvataggio. Di ritorno alla caserma Mouch, convinto di avere bloccato la scala, non si perdona e inizia a fare ricerche cercando di capire dove possa avere sbagliato. Herrmann è convinto che Mouch non abbia colpe e decide di vederci chiaro sul malfunzionamento della scala dell’autopompa. Scopre, con l'aiuto di Kyle, che il veicolo era stato acquistato da un’altra stazione di pompieri a Cleveland, e alla fine viene fuori la verità. Non si è trattato di una manovra sbagliata da parte di Mouch; il problema della scala era già noto dall'inizio e l’allora sovrintendente Gorsch aveva ignorato il problema. Kelly scopre che l'uomo che ha salvato nell'incendio voleva in realtà salvare l'auto appartenuta a suo padre e decide di aiutarlo nel recuperare l'auto nell'officina ancora sotto indagine.

## Scherzi della memoria
- Titolo originale: Funny What Things Remind Us
- Diretto da:
- Scritto da:

### Trama
Il camion 81 viene chiamato per un incidente: un cartellone pubblicitario elettrico è crollato dalla vettura che lo stava trasportando su un'altra auto e ha intrappolato una donna. La squadra riesce a liberarla e tra la ragazza e Casey c'è subito feeling. Nel frattempo Severide, per tenersi lontano da Kidd e non intromettersi con i suoi corsi per diventare tenente, decide di accompagnare Boden a controllare gli edifici dichiarati inagibili a causa di incendi. In una delle case i due trovano un anziano di colore in uno stato di confusione che, poco prima di essere portato all'ospedale, continua a ripetere un numero. In una seconda chiamata l'81 deve salvare degli operai rimasti intrappolati per demolire un cantiere. Uno degli operai avverte Matthew e Gallo che è rimasta una bomba vicino dove Mackey sta soccorrendo un operaio, ma Gallo riesce a salvare entrambi appena prima che esploda. Kelly e Boden scoprono, con l'aiuto del sergente Trudy Platt, che l'anziano è in realtà un ex poliziotto affetto da demenza senile e il numero che ripeteva era il suo numero di matricola in polizia. Riescono a rintracciare la moglie, che spiega loro che la casa dove hanno trovato il marito era la prima casa dove avevano abitato. Boden, a cui riemergono i ricordi del padre anche lui poliziotto, offre così aiuto alla donna, la quale successivamente lo avverte che il marito è nuovamente scomparso, ma lui, questa volta, sa dove cercarlo e riesce a convincerlo finalmente a tornare a casa.

## Il mio giorno fortunato
- Titolo originale: My Lucky Day
- Diretto da:
- Scritto da:

### Trama
Tutte le squadre vengono chiamate subito per un incendio al decimo piano di un palazzo. Herrmann durante il tragitto racconta ai compagni dell'autopompa di avere trovato in un biscotto della fortuna la sera prima la frase "Domani sarà il tuo giorno fortunato", mentre Cruz è sovrappensiero. Giunti nell'edificio Herrmann accetta un passaggio su un montacarichi dalla receptionist e dal capomastro e invita anche Cruz. Poco dopo l'ascensore si blocca e precipita fino a quando i freni idraulici entrano in funzione. Le radio non funzionano in quanto non c'è segnale, ma Christopher e Joe riescono comunque a sentire le conversazioni dei compagni nell'edificio, non riuscendo però ad avvertirli. La donna va nel panico, ma Cruz riesce a calmarla dicendole che conosceva una persona esperta di ascensori, cioè Otis. I due vigili del fuoco riescono ad aprire le porte del montacarichi, le cui funi che lo sostengono iniziano a cedere, e scoprono che sono bloccati tra due piani. Kidd, via radio, comunica alle squadre che Mouch è stato coinvolto in un incidente e non sa se è vivo o no. La receptionist, sempre più in preda al panico, cerca di fare ripartire l'ascensore, ma rimane fulminata dai fili scoperti. Joe intanto confida a Christopher che Chloe, sua moglie, è incinta e per questo era assorto nei suoi pensieri tutta la mattina. Herrmann e Cruz capiscono via radio che l'incendio nel frattempo divampa sempre di più e le squadre sono in grave difficoltà e in più non riescono a raggiungere Mouch. Joe riesce ad aprire la botola del montacarichi spostando i due fili caduti sopra. Così i quattro riescono a uscire nella tromba dell'ascensore, scoprendo che si trovano al settimo piano e che lì le radio funzionano, riuscendo finalmente a contattare Boden, al quale rivelano la loro posizione. Severide, che ha sentito tutto alla radio, li raggiunge con la squadra e li libera.

## Rovini sempre tutto
- Titolo originale: Blow This Up Somehow
- Diretto da:
- Scritto da:

### Trama
Casey ha passato la notte con la ragazza che aveva salvato dalla caduta di un cartellone pubblicitario. In caserma le squadre vengono chiamate in seguito a un incendio in una stazione di servizio in cui il tetto è crollato. Matthew ordina a Gallo di chiudere l'alimentatore della benzina nel negozio per non peggiorare la situazione, ma prima di entrare il ragazzo, vedendo una donna svenuta a terra accanto, si butta tra le fiamme per proteggerla dall'incendio. Tornati alla 51 Casey rimprovera Gallo per non avere obbedito ai suoi ordini e lo manda a casa. Brett e Mackey nel frattempo, durante il soccorso di una ragazza svenuta in un parco, subiscono il furto di un flacone di Fentanyl e dovranno indagare per eludere i sospetti che il Comandante Colson ha su Gianna. Kidd, stanca e arrabbiata per il fatto che Severide non le parli più, comunica a Boden di non volere più fare l'esame per diventare tenente. Una volta scoperto ciò Kelly rivela a Stella il motivo del suo allontanamento e la convince a riprendere l'esame.

## Nel bel mezzo dell'inverno
- Titolo originale: Dead of Winter
- Diretto da:
- Scritto da:

### Trama
La Caserma 51 interviene in un incendio in un accampamento di senzatetto: Casey e Severide salvano un uomo, chiamato dagli amici "Big Jim", svenuto dietro una tenda in fiamme, mentre Cruz viene colpito al collo da una scheggia di una bombola di propano esplosa poco prima. Vanessa, una ragazza facente parte del gruppo di senzatetto dell'accampamento si reca in caserma e rivela ai vigili del fuoco che l'incendio potrebbe essere stato doloso, così Severide e Casey decidono di andare a fondo alla storia. Poco dopo Big Jim muore in ospedale in seguito alle ferite riportate, facendo diventare l'incendio non solo doloso, ma anche omicidio colposo. Casey scopre dove era stata venduta la bombola di propano esplosa, grazie alla scheggia che Capp ha conservato per prendere in giro Cruz, e ottiene i video di sicurezza del negozio per trovare il colpevole, mobilitando tutta la 51 al controllo dei video. Gallo riesce nell'intento e lo comunica a Casey e a Severide che si recano nella casa del colpevole con la polizia, facendolo arrestare.

## Via di fuga
- Titolo originale: Escape Route
- Diretto da:
- Scritto da:

### Trama
Herrmann va in vacanza e alla 51 arriva come suo sostituto Greg Grainger, tenente alla 40. Le squadre rispondono a un'emergenza per un incendio in una casa dove Severide aveva vissuto da bambino. Grainger comincia subito a dare ordini all'autopompa, ma Casey lo interrompe dicendogli che è lui che comanda avendo il grado più alto. Kelly trova nella sua vecchia camera al primo piano un ragazzo e lo fa uscire facendolo calare sulla grondaia, tecnica che usava quando viveva lì per scappare di casa. Matthew e Kidd vedono da lontano la madre del ragazzo che sta andando verso il frigorifero, ma i suoi vestiti prendono fuoco e i due pompieri riescono a salvarla; Brett e Mackey la portano al Chicago Med anche se resta gravemente ustionata. Casey pensa che la donna volesse salvare una quantità di droga custodita nel frigo, così Boden contatta la narcotici, che manda un detective nella casa per cercare prove insieme a Kelly Severide. Nel frattempo Cruz, per estendere la linea di prodotti legati allo Slamigan, chiede idee ai colleghi della 51. Le idee di Capp, Tony, Ritter, Gallo e Mouch si rivelano fallimentari in quanto non convincono Joe, il quale decide di prendere spunto da un dialogo tra Kidd e Brett: una linea di abbigliamento femminile per le donne vigili del fuoco. I modelli creati da Cruz lasciano però basite le ragazze, che decidono di appropriarsi del progetto richiedendo una parte degli introiti. Intanto Kelly e il detective della narcotici trovano nella casa il marito della donna che racconta ai due che la moglie stava cercando di salvare più dosi di insulina possibile, acquistata a un prezzo inferiore per i problemi economici familiari, per il figlio diabetico. Così Severide, recatosi al Chicago Med, chiede aiuto ad April, la quale riesce a fare entrare il ragazzo in un programma di test che gli permetterà di avere l'insulina gratuitamente.

## Codice rosso
- Titolo originale: Double Red
- Diretto da:
- Scritto da:

### Trama
Casey durante un intervento sbatte la testa e in un secondo momento accusa il dolore. Mackey riceve una proposta di lavoro alla caserma 33, mentre Kidd fa un acquisto speciale.

## Un turno folle
- Titolo originale: One Crazy Shift
- Diretto da:
- Scritto da:

### Trama
La 51 indaga su una serie di incendi in varie lavanderie di Chicago. Nel frattempo viene chiamata Violet Mikami a sostituire temporaneamente Gianna Mackey, trasferitasi alla caserma 33, ma il forte legame con la ragazza convince Sylvie a chiederle di restare definitivamente alla 51, e Violet accetta subito. Mouch insegue un obiettivo a lungo sognato; infine Casey, ancora sofferente di emicrania e problemi visivi, chiede consiglio a Will Halstead che gli dice di andare con urgenza da un neurologo.

## Decisioni difficili
- Titolo originale: A Couple Hundred Degrees
- Diretto da:
- Scritto da:

### Trama
Severide è impegnato con i corsi all'accademia in cui nota subito che uno degli allievi non pare essere portato per la professione. Mentre Brett continua a frequentare il tenente della 40, Casey rassicura Gallo sul suo stato di salute. La caserma interviene in un incidente presso un negozio di alimentari che appare subito strano. Mentre Hermann ha procurato a Ritter un appuntamento, Severide si consulta con Casey e Kidd sull'allievo che gli dà da pensare: questo ragazzo è figlio di un comandante e quest'ultimo si reca in caserma per chiedere a Severide di avere un occhio di riguardo nei confronti di suo figlio. In caserma compare una busta con un'indicazione relativa all'incidente che era avvenuto al negozio di alimentari: i paramedici indagano. Alcune reclute si recano alla 51 per una prova ma il figlio del comandante ancora una volta non si distingue facendo un errore. Severide lo fa presente a Boden, sapendo che il comandante è un suo amico. I paramedici coinvolgono l'Intelligence nelle indagini sul negozio di alimentari mentre Severide in accademia decide di mettere da parte definitivamente l'allievo figlio del comandante in quanto, caricando le bombole d'ossigeno, fa un grossolano errore che mette in pericolo gli altri suoi compagni. Ritter dopo il fallimento dell'appuntamento procurato da Hermann rivede il suo compagno di prima. Il comandante padre dell'allievo messo da parte da Severide si fa vivo in caserma e promette a Severide che non insegnerà più all'accademia per come ha trattato suo figlio. I paramedici intervengono nuovamente presso il negozio di alimentari: in un primo momento pensano che la vittima sia stata avvelenata dal titolare di un negozio vicino ma poi scoprono che è stata sua moglie. Severide si reca dal comandante per spiegargli l'atteggiamento che ha tenuto nei confronti del figlio: il comandante capisce le motivazioni e reintegra Kelly in accademia. Alla fine della puntata Casey confida a Brett il problema di salute connesso all'ultimo incidente che ha probabilmente aggravato una situazione già pregressa sviluppatasi in un precedente incidente anni prima. Brett quindi promette di accompagnarlo a fare un esame al Med. 

## Un pompiere nato
- Titolo originale: Natural Born Firefighter
- Diretto da:
- Scritto da:

### Trama
Casey è al Med per fare un esame: dopo averlo fatto ed in attesa di avere il risultato, è costretto a dire a Boden e a Kelly che almeno per alcuni turni sarebbe opportuno che non fosse operativo. Herman interviene con la sua squadra per un incendio in un negozio e al piano superiore trova in Mason, un ex vigile, un alleato per far uscire una donna da una finestra. Mouch salva una bambina da questo incendio e mentre esce dall'edificio viene investito da un'esplosione ma non si fa niente e riesce a proteggere la bambina. Boden ha un problema di parcheggio della sua auto: qualcuno posteggia sempre al suo posto ed i ragazzi gli suggeriscono di occupare il posto in qualche maniera. Se ne occuperà Ritter. Hermann chiede ai paramedici come sta Mason e ritorna sul posto per parlargli: scopre quindi che era un vigile in carcere. Hermann è colpito da come questo ragazzo è riuscito ad aiutarlo e gli chiede di far domanda al dipartimento di Chicago. Mason però è stato in carcere e quindi non può far domanda a causa delle politiche del dipartimento. Hermann lo invita pertanto al Molly per parlarci insieme e poi si attiva per cercare di fare qualcosa per lui. Poiché non riesce a parlare con nessuno al dipartimento, Hermann chiede aiuto a Kidd in quanto lei è diventata una buona conoscenza del vicecommissario. Ritter e Gallo stanno intanto cercando una figura importante da far intervenire ad una serata per giovani vigili del fuoco. Boden trova nuovamente il suo posto auto occupato e questa volta lascia sulla macchina incriminata un biglietto. Kidd rivela ad Hermann che la vicecommissario ha trovato 10 minuti da dedicare loro: pertanto si mettono subito ad ideare un discorso da farle per perorare la causa di Mason. Dopo l'ultimo salvataggio, Mouch è diventato un eroe e pertanto Ritter e Gallo lo scelgono come persona da presentare al loro gruppo di giovani vigili del fuoco perché possa dare loro qualche consiglio. Al colloquio con il vicecommissario, Kidd ed Hermann non ottengono purtroppo nulla per via delle politiche del dipartimento ma ottengono un colloquio per Mason presso un'altra città. Boden scopre che il ragazzo che posteggia al suo posto lo fa per aiutare una suora in carrozzina: la suora gli confida di aver letto il biglietto che Boden aveva lasciato sull'auto e quest'ultimo, dopo un certo imbarazzo, concede al ragazzo di poter continuare a parcheggiare lì. Mason ringrazia Kidd ed Hermann per il colloquio e Mouch parla davanti a dei giovano vigili del fuoco delle sue esperienze lavorative. Brett si lascia con il tenente della 40 e si reca in ospedale insieme a Casey per avere notizie degli esami da lui fatti: per fortuna egli non ha nulla e la puntata finisce con un abbraccio fra i due.

## Non riagganciare
- Titolo originale: Don't Hang Up
- Diretto da:
- Scritto da:

### Trama
Mentre Stella è ormai pronta per l'esame, in caserma arriva una misteriosa telefonata in cui una ragazza chiede proprio di Stella. Intanto Cruz con l'aiuto di Violet cerca di far pratica con le fasciature e la moglie di Boden approfitta della rete internet della caserma per fare lezione online coinvolgendo Ritter e Gallo per alcune dimostrazioni di fisica. Nel frattempo la ragazza si fa viva nuovamente per telefono chiedendo l'aiuto di Kidd e dicendole che è prigioniera di una gang in una casa abbandonata e che era stata una sua allieva a Ragazze contro il fuoco. Kidd quindi coinvolge Severide, Kylie e Boden. Kylie riesce a capire di chi si tratta dalla voce e Kelly e Boden si recano all'indirizzo della ragazza. Parlando con la madre della ragazza i due riescono a capire più o meno in che zona ella si trovi. Individuata la casa, Boden tenta di fare uscire i membri della gang dicendo loro che è in atto una fuga di gas. Dopo una breve esitazione, gli occupanti escono e, in coda al gruppo, Severide e Boden trovano la ragazza con il fratello che era stato malmenato. Li fanno quindi salire in auto e li portano via. Casey si reca alla 40 per parlare con il tenente con il quale Brett esce per fargli capire che non sarà di ostacolo fra loro ma il tenente gli fa notare che Brett non è innamorata di lui bensì di Casey lasciando lo stesso Casey perplesso a riflettere. Alla fine della puntata Stella incontra la ragazza che ha contribuito a liberare e si reca successivamente a fare l'esame da tenente.

## L'attesa
- Titolo originale: What Comes Next
- Diretto da:
- Scritto da:

### Trama
Mentre Stella fa l'esame, in caserma viene organizzato il tradizionale mercatino dell'usato a scopo benefico. La caserma risponde ad una richiesta di intervento per un incendio presso un'azienda di cibo per animali: riescono a portare fuori una donna in gravi condizioni ed il marito. Mentre Kidd rientra dall'esame, Casey nota che una giacca si è rovinata nell'ultimo intervento. Sospettando che nella fabbrica ci fosse dell'acido solforico, Casey e Severide si recano sul posto per controllare trovando una discarica abusiva proprio a fianco dell'azienda dalla quale discarica è scaturito l'incendio, per la precisione da un bidone di acido solforico. Vengono a scoprire il nome del trasportatore abusivo che ha scaricato il bidone arrivando così al nome della ditta proprietaria del bidone. Hermann si improvvisa pertanto trasportatore abusivo e va all'azienda per cercare di capirne un po' di più. Improvvisamente arriva il marito della donna che prende a pugni il proprietario dell'attività. Casey e Severide, presenti anch'essi a distanza, li dividono e quest'ultimo entra nello stabilimento per cercare altri bidoni di acido, trovandoli. Intanto Mouch riceve la comunicazione che si è guadagnato una medaglia al valore per un salvataggio. Alla fine della puntata Boden comunica a Kidd che ha superato l'esame da tenente.

## Un panico da brividi
- Titolo originale: A White-Knuckle Panic
- Diretto da:
- Scritto da:

### Trama
Mentre Severide confida a Casey di star ripensando se proporre a Stella di sposarlo, Cruz sta cercando un appartamento in vista dell'arrivo del figlio. Boden annuncia in caserma che a breve avverrà la premiazione per l'atto di eroismo di Mouch e Ritter e Gallo si propongono per cercare una location adatta. La caserma interviene per un piccolo velivolo che pende da un edificio: Cruz sarà in prima linea e salverà un uomo che poi vorrà aiutarlo con il suo slamigan. Casey parlando con Severide e Boden, si propone per trovare un buon posto per la neotenente Kidd. Cruz, in un primo momento contento di aver trovato un sostenitore dal punto di vista economico per il suo progetto, ci ripensa ma l'investitore insiste: Cruz gli farà capire che deve desistere. Casey si reca alla caserma 66 per perorare la causa di Kidd mentre Gallo, Ritter e Violet cercano un posto per l'onorificenza a Mouch. Boden annuncia che la premiazione a Mouch avrà luogo quel giorno stesso in caserma, ponendo fine alle ricerche dei ragazzi per la location. Arriva il momento della premiazione e Mouch viene insignito dell’onorificenza direttamente dalla vice-commissario. In un intervento Severide e Kidd si trovano bloccati ed è proprio in quel momento che Severide decide di chiedere a Kidd di sposarlo. Alla fine della puntata Boden confessa a Casey che ci saranno dei cambiamenti alla caserma 51. 

## Nessun sopravvissuto
- Titolo originale: No Survivors
- Diretto da:
- Scritto da:

### Trama
Casey confessa a Severide di aver parlato a Brett dei suoi sentimenti e Severide dice a Casey di aver chiesto a Kidd di sposarlo. Boden chiede consiglio ad Hermann e Mouch in merito alla proposta del vice commissario di diventare vice-comandante del distretto. Brett confessa a Casey di amarlo mentre Gallo, Ritter e Violet stanno pensando di aprire una seconda attività. La squadra viene chiamata per una barca rovesciata sul lago. Dopo essersi immersa per liberare un uomo intrappolato nella barca, la squadra incontra qualche difficoltà. Sul luogo dell'incidente arrivano anche l'ambulanza ed il camion 81. La puntata e la serie finiscono con i quattro componenti della squadra che, rimasti senza aria, cercano di uscire dalla barca la cui unica uscita è ostruita.